# Alrø
Alrø es una isla de Dinamarca en el fiordo de Horsens, de unos 7 km de longitud por 5 km de ancho. Su punto más alto se encuentra a 15 m s. n. m. Pertenece al municipio de Odder.
La isla, que cuenta con una parroquia independiente, Alrø Sogn, ocupa una superficie de 7,51 km², y alberga una población de 146 habitantes en 2016.